# Rudy De Bie
Rudy De Bie (Putte, 7 oktober 1955) is een Belgisch voormalig veldrijder en bondscoach van de Belgische selectie veldrijders op het wereldkampioenschap veldrijden. 

## Carrière
In 1987 won De Bie de Superprestige Cyclocross Asper-Gavere. Hij was in 1988 de eerste eindwinnaar van de Trofee Veldrijden, toen de Gazet van Antwerpen Trofee genoemd, en won daarbij de cross in Millegem (Mol). Een jaar later won hij de Jaarmarktcross Niel, en werd mede dankzij die winst tweede in de Trofee.
In 1985 won hij zilver op het Belgisch Kampioenschap veldrijden bij de Elite achter Roland Liboton en in 1986 behaalde hij er brons. In 1989 werd hij Belgisch kampioen veldrijden bij de Liefhebbers, in 1984 en 1994 won hij het zilver bij de liefhebbers. In 1973 won hij zilver op het Belgisch kampioenschap wielrennen voor junioren op de weg, en een half jaar later zilver bij de junioren in het veld.
Na het WK in Zolder werd De Bie in 2002 opvolger van Erik De Vlaeminck als bondscoach van de Belgische selectie veldrijders op het wereldkampioenschap veldrijden. In 2017 werd hij opgevolgd door Sven Vanthourenhout en werd De Bie door de Koninklijke Belgische Wielrijdersbond ingezet om bij Cycling Vlaanderen de jeugdopleiding te hervormen. Dit was voor De Bie een totale verrassing. In zijn tijd als bondscoach wonnen Bart Wellens, Sven Nys, Erwin Vervecken, Niels Albert, Wout van Aert en Sanne Cant samen 11 titels bij de elite.

## Privéleven
Hij is de oudere broer van Danny en Eddy en de oom van Sean. Ook Rudy De Bie's oom Auguste Badts was veldrijder.